# ラショーン・トーマス
ラショーン・トーマス（LeSean Thomas、1975年 - ）は、アメリカ合衆国のアニメーションのクリエイター、プロデューサー、ディレクター。ニューヨーク市サウス・ブロンクス出身。
主にロサンゼルスやニューヨークで活動していたが、2009年に韓国に移ったのち、2021年時点では日本の東京都目黒区に拠点を置いている。
携わった主な作品に、カートゥーン・ネットワークのアダルトスイムの『ブーンドックス』と『ブラック・ダイナマイト』、ニコロデオンの『レジェンド・オブ・コーラ』、Crunchyrollの『チルドレン・オブ・イーサ』、Netflixのオリジナルアニメ『キャノン・バスターズ』と『Yasuke -ヤスケ-』などがある。

## 人物
日本のアニメに強い影響を受け、東京に暮らしながらも、アメリカ育ちのアフリカ系アメリカ人としてそのルーツとパッションを作品にふんだんに注ぎ込んでいる。
アメリカのアニメ業界で働き、2009年から韓国で制作するアメリカ向けアニメでスキルを磨きながらヒット番組でその才能を発揮した後、『キャノン・バスターズ』からは自身のオリジナル作品を発表するようになった。
日本アニメの深く掘り下げられたキャラクター、そして制作技術や映画的構成は、複雑な女性主人公のアクションショーのアイデアとともに、彼の作品の世界構築の考えを完全に変えるのに役立ったという。
最も好きなアニメをあえて一つ挙げるとすれば、『カウボーイビバップ』だと言っている。その理由は、アニメというメディアに馴染みのない人にとってのグローバルな入り口となるアニメだと考えているため。また、その監督の渡辺信一郎は、彼の精神を象徴する存在だとのこと。
アメリカのテレビアニメについて、各放送ネットワークはほとんど見切りをつけてしまっていると考えている。そしてアカデミックな場所でピクサーやディズニーなどアメリカのアニメ以外のアニメ制作を学ぶ場所はないので、アメリカ人に日本アニメの影響の強いアニメーションを作る技術を持ったスタッフはほとんどいない。そのため、日本アニメのような作品を作りたい場合には韓国のアニメスタジオに下請けに出している。彼が韓国に行ったり日本で仕事をしたりするのもそのためだという。

## 経歴
小学校の頃からいつもオリジナル漫画を描いて自分の世界に没頭していたが、「それでトラブルに巻き込まれないなら」と両親は何も言わなかった。また、学校に一緒に絵を描く活動に参加する友達がいたことで、絵を描くことに集中できる安全な場所を作ることができた。
1985年放送の『ロボテック』で日本のものとは知らずに初めて日本アニメに触れ、80年代後半にはチャイナタウンの繁華街で日本のアニメのVHSを字幕付きで販売している場所を見つける。アメリカの放送局の番組には全く興味がなく、一部の仲間たちと日本のアニメに熱中してた。
10代後半になると、ジム・リーやジョー・マデュレイラに憧れてコミック・ブックのイラストレーターになることを目指したが、なかなかうまく行かなかった。
イラストレーションへの情熱から数年ほど子供向けアクセサリーのデザインに携わった後、90年代後半にはWebカートゥーンプロジェクトのキャラクターデザイナーおよびレイアウトアーティストになり、自身の短いWebシリーズプロジェクトの制作と監督をするようになった。その後、20世紀末にはMTVのコマーシャルやディズニーの『リジー&Lizzie』などのテレビアニメーション制作に従事することになった。
2000年代前半の3年ほどの短期間、インディペンデントのコミック・ブックプロジェクトでシーケンシャル・アーティストとして仕事をした後、『ブーンドックス』でテレビアニメーションの制作に戻った。当時、『キャノン・バスターズ』のコミック・ブックを描いていたが、2つの仕事を両立させるのは無理だと気づき、月刊で出すのをあきらめて『ブーンドッグス』に集中することにした。
2009年からはアニメーション制作/ストーリーボード・アーティストとして韓国のスタジオで働くようになる。
『ブーンドッグス』参加から7年が過ぎ、テレビアニメーションのクリエイターとしてのキャリアがコミック・ブックのイラストレーターとしての在職期間を上回ることになった頃、『キャノン・バスターズ』をアニメ化するか、JRPGにインスパイアされたゲームにすることを目指していたトーマスは、2014年に韓国での『ブラック・ダイナマイト』の仕事を終えると、そこでの人脈やKickstarterのクラウドファンディングを使ってパイロット版アニメを制作した。
2017年、クラウドファンディングでの成功が話題になったことでCrunchyroll初のオリジナル短編アニメ『チルドレン・オブ・イーサ』を制作することになった。制作スタジオとしてYapiko AnimationをCrunchyrollに推薦し、各スタッフは自身でピックアップした。7月には全米300の映画館で開催した「第2回クランチロール・ムービー・ナイト」で、その制作現場を紹介するメイキング映像が公開された。
2022年、原作・監督を担当したNetflixアニメ『Yasuke -ヤスケ-』が「NAACPイメージ・アワード」の「Oustanding Animated Series」部門にノミネートされる。

## 作品リスト

### テレビアニメ
- リジー&Lizzie（2001年 - 2004年） - アシスタントアニメーター
- キム・ポッシブル（2002年 - 2007年） - ストーリーボード
- ザ・バットマン（2004年 - 2008年） - ストーリーボード
- ブーンドックス
  - シーズン1（2005年 - 2006年） - リードキャラクターデザイン・キャラクター監修・演出
  - シーズン2（2007年 - 2008年） - リードキャラクターデザイン・キャラクター監修・演出
- ベン10 エイリアンフォース（2008年 - 2010年） - ストーリーボード
- バットマン:ブレイブ&ボールド（2008年 - 2010年） - ストーリーボード
- レジェンド・オブ・コーラ シーズン1（2012年 - 2014年） - ストーリーボード・原画
- ブラック・ダイナマイト（英語版）（2012年 - 2015年） - クリエイティブプロデューサー・スーパーバイジングディレクター・ストーリーボード・キャラクターデザイン
- ティーンエイジ・ミュータント・ニンジャ・タートルズ（2012年-2017年） - ストーリーボード
- Axe Cop（英語版）（2013年 - 2015年） - ストーリーボードディレクター
- アベンジャーズ・アッセンブル（2013年 - ） - ストーリーボード
- アルティメット・スパイダーマン VS シニスターシックス（2016年） - ストーリーボード
- ガーディアンズ・オブ・ギャラクシー（2016年 - ） - ストーリーボード
- マーベル スパイダーマン（2017年 - ） - ストーリーボード

### OVA
- Green Lantern: First Flight（英語版）（2009年） - ストーリーボード
- スーパーマン/バットマン:パブリック・エネミー（2009年） - チーフキャラクターデザイナー
- Scooby-Doo! Abracadabra-Doo（英語版）（2010年） - ストーリーボード

### Webアニメ
- WhirlGirl: The Flash Animated Series（英語版）（1999年） - ストーリーボード・キャラクターデザイン・レイアウト
- キャノン・バスターズ パイロット版（2016年） - 原作・監督・脚本
- チルドレン・オブ・イーサ（2017年） - 原作・監督・脚本
- キャノン・バスターズ（英語版）（2019年） - 原作・監督・製作総指揮
- Yasuke -ヤスケ-（2021年） - 原作・監督・製作総指揮